# Bastion Saint-André (Antibes)
Le bastion Saint-André est un bastion construit à la fin du XVIIe siècle situé à Antibes. 
Ce monument fait l’objet d’une inscription au titre des monuments historiques depuis le 23 janvier 1930.

## Histoire
Pendant les guerres de la Ligue, le duc de Savoie est intervenu en Provence, en 1592. Après 1593, le roi Henri IV renforça progressivement son pouvoir dans le royaume. Pour assurer la sécurité de la frontière qui est alors située au droit du Var, le roi a acheté la seigneurie d'Antibes à la famille Grimaldi d'Antibes. La défense de la frontière provençale n'est alors assurée que par l'enceinte de Saint-Paul-de-Vence réalisée sous le règne de François Ier par l'ingénieur Jean de Renaud de Saint-Rémy et le fort Carré construit sous Henri III. La ville d'Antibes n'est encore défendue que par l'enceinte construite pendant l'antiquité tardive et le château Grimaldi.
Raymond de Bonnefons est « ingénieur pour le roy en Provence, Dauphiné et Bresse » en 1600. Il meurt en juillet 1607 et est remplacé par son fils, Jean de Bonnefons, comme ingénieur ordinaire en Provence et Languedoc, après 1607. 
Raymond de Bonnefons avait défendu le projet de fortification d'Antibes contre l'avis de Guillaume du Vair qui jugeait qu'il ne fallait pas disperser l'effort de fortification et « faire travailler à tant d'endroitz ou le travail ne paroist quasi point ». Guillaume du Vair demande de concentrer le travail de fortification sur Toulon et l'île Sainte-Marguerite.
Une ordonnance du 28 décembre 1600 du duc de Sully, surintendant des fortifications, prévoit la construction des nouvelles fortifications d'Antibes.
Des plans représentant les fortifications d'Antibes ont été dessinés par François Martelleur, « conducteur des desseins », vers 1608, et se trouvant à British Library et à la Bibliothèque nationale de France. Ces cartes montrent le programme de construction des fortifications envisagé par Raymond de Bonnefons autour d'Antibes avec un agrandissement du territoire, du fort Carré ainsi que l'aménagement du havre avec un « molle neuf » faisant du port une base puissamment défendue. Les plans prévoient la construction avec un tracé à l'italienne avec 4 bastions, les bastions de Rosny (du nom du surintendant des fortifications, Sully, baron de Rosny), de Guise (du nom du gouverneur de Provence, Charles Ier de Guise), Royal et du Dauphin (le futur Louis XIII qui venait de naître) qui englobe l'ancienne citadelle ou castellet. Une porte était prévue entre les bastions Royal et de Guise, réalisée pendant le règne de Louis XIV,  porte Royale ou porte de France. Une seconde porte a été réalisée à la même époque à côté du port, la porte du Port ou porte Marine.

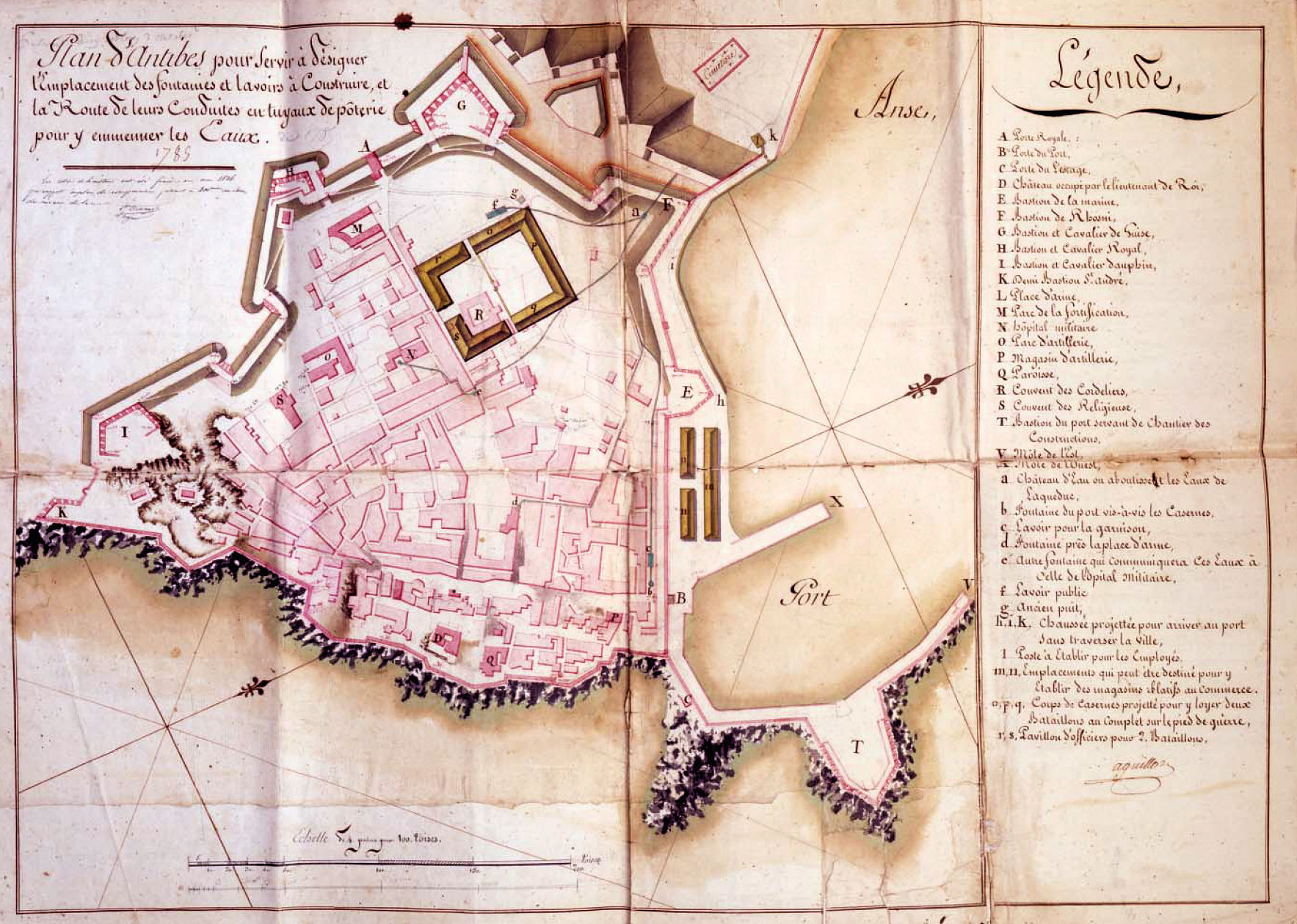
Le plan d'Antibes en 1785.

En 1648 commencent les travaux de construction de la jetée et du chenal du vieux port. Ils sont complétés par la construction du bastion du port du côté est en 1652.
Vauban a fait deux voyages d'inspection au cours desquels il a visité Antibes. Au cours du premier, en 1682, fait à la demande de Colbert, il s'est essentiellement intéressé au port et a étudié le projet proposé par l'ingénieur du roi pour la Provence Antoine Niquet. Le creusement du port est terminé en 1685, comme la batterie du môle, les quais. La mauvaise direction du môle ayant provoqué l'envasement du port, on dut le démolir et recreuser le port.
C'est au cours du second, en février 1693, que Vauban a proposé de renforcer les fortifications d'Antibes avec Antoine Niquet, en particulier le front face à la mer. Le bastion Saint-André avec la citerne Saint-André sont construits après cette visite, ainsi que les casemates des flancs, les cavaliers, les corps de garde, les glacis, des poternes et deux magasins de poudre.Ils sont terminés en 1710.  Ces constructions vont entraîner la démolition de l'amphithéâtre romain qui était encore visible en 1608. En 1718, la porte Marine est construite ainsi que trois casemates situées à sa droite. À cette date, l'enceinte n'est pas encore terminée car il manque le bastion de la Marine et les deux courtines adjacentes qui ont été édifiés entre 1758 et 1774.
En 1860, à la suite de l'annexion du comté de Nice à la France, l'intérêt militaire d'Antibes disparaît. L'enceinte est alors perçue comme une barrière gênante pour le développement de la ville. Les fortifications ne pouvant plus être utiles du fait des progrès de l'artillerie, elles ont été déclassées en 1889. Celles côté terre commencent à être démolies en 1895, pendant le mandat du maire Robert Soleau (maire de 1884 à 1901). Seules celles côté mer ont été conservées. Cette démolition a permis de libérer 24 hectares de terrain. L’architecte Ernest Macé est l’auteur des plans des nouveaux quartiers.
À la suite de la décision de faire du château un musée consacré à l'œuvre de Picasso, en 1963, le bastion Saint-André est transformé pour recevoir la collection archéologique qui y avait été assemblée par Romuald Dor de la Souchère, premier conservateur du musée Grimaldi, à partir de 1928. Le bastion Saint-André est devenu le musée archéologique d'Antibes.